# Marxism-deleonism

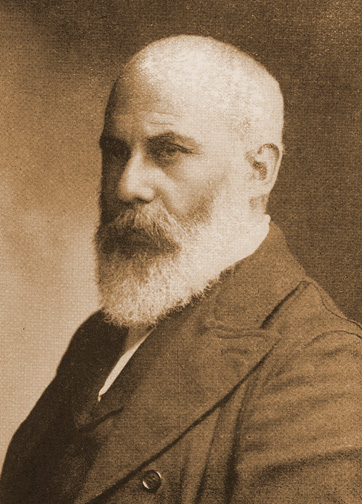
Daniel De Leon.

Marxism-deleonismen eller De-leonism, eller som Daniel De Leon själv kallade det, "socialist industrial unionism", är en socialistisk rörelse som skapades av Daniel De Leon (1852–1914). De Leon gjorde en syntes mellan den ortodoxa marxismen och den framväxande syndikalismen i USA. De Leon menade att industriella fackföreningar är de viktigaste redskapen i klasskampen och skapandet av ett socialistiskt samhälle, men han ansåg också att det skulle krävas ett revolutionärt, socialistiskt parti för att utbilda och organisera arbetarklassen politiskt. 
Enligt De Leon ska arbetarklassen organiseras på två fronter: den "industriella" och den "politiska". Den politiska organisationen eller det politiska partiet ska agera som en sköld för arbetarklassen. Den industriella organisationen eller det socialistiska industriella facket ska agera som ett svärd för arbetarklassen. Det här drar i motsats till "simpel socialism" som karakteriseras i till exempel leninism, och "simpel industrialism" vilket karakteriseras i till exempel syndikalism eller vanliga fackföreningar. 